# Ончхонджан (станция метро)
«Ончхонджан» (кор. 온천장) — эстакадная станция Пусанского метро на Первой линии.
Она представлена двумя боковыми платформами. Станция обслуживается Пусанской транспортной корпорацией. Расположена в квартале Ончхон-дон административного района Кымджон-гу города-метрополии Пусан (Республика Корея). На станции установлены платформенные раздвижные двери.
Станция была открыта 19 июля 1985 года.
Рядом с станцией расположены:
- Горячий источник Тоннэ «Хосимчхон»
- Почта квартала Чанджон 3(са)-дон
- Начальная школа Кымджон
- Гипермаркет «Home plus» в Тоннэ
- Кинотеатр «CGV» в Тоннэ
- Административный центр квартала Пугок 4(са)-дон